# The Stolen Jools
The Stolen Jools är en amerikansk komedifilm från 1931 regisserad av William C. McGann.

## Handling
Skådespelerskan Norma Shearer's juveler har blivit stulna. Polisen måste hitta de och lämna tillbaka de till henne.

## Om filmen
Filmen lanserades i Storbritannien september 1932 som The Slippery Pearls.
Filmen är gjord i samarbete med cigarettröken Chesterfield och innehåller många cameos av dåtidens kända skådespelare, däribland Helan och Halvan, Norma Shearer och Buster Keaton.
Filmen ansågs vara försvunnen fram till 1970-talet då en kopia hittades.

## Rollista (i urval)
- Wallace Beery – polissergeant
- Buster Keaton – polis
- Jack Hill – polis
- J. Farrell MacDonald – polis
- Edward G. Robinson – gangster
- George E. Stone – gangster
- Stan Laurel – Stan (Halvan)
- Oliver Hardy – Ollie (Helan)
- Polly Moran
- Norma Shearer – offret
- Hedda Hopper
- Joan Crawford
- William Haines
- Dorothy Lee
- Victor McLaglen – sergeant Flagg
- Edmund Lowe – sergeant Quirt
- El Brendel – svensk servitör
- Charles Murray – Kelly
- Winnie Lightner
- Fifi D'Orsay
- Warner Baxter
- Irene Dunne
- Bert Wheeler
- Robert Woolsey
- Richard Dix
- Lowell Sherman – regissör
- Eugene Pallette – reporter
- Stuart Erwin – reporter
- Gary Cooper – reporter
- Charles Rogers
- Maurice Chevalier
- Douglas Fairbanks, Jr.
- Loretta Young
- Richard Barthelmess
- Charles Butterworth
- Bebe Daniels
- Ben Lyon
- Barbara Stanwyck
- Frank Fay
- Jack Oakie
- Fay Wray
- George "Gabby" Hayes – projektionist
- Mitzi Green
- Joe E. Brown
- Bert Lytell[3]